# 武格
武格（穆麟德轉寫：uge），滿洲正黃旗，清朝政治人物、清朝工部尚書。
曾任刑部左侍郎。雍正十年七月丙戌，接替馬喇，擔任清朝工部尚書，后革。由慶復接任。